# إيفلين ووه
إيفلين ووه (بالإنجليزية: Evelyn Waugh)، مؤلف إنجليزي اشتهر برواياته الناقدة لمجتمع لندن الثري، التي جمعت بين النقد الهزلي، والأفكار الدينية والروحية.
كشف ووه في رواياته عن الصفات المدَّعاة والسخيفة التي عرفها عن الإنجليز الطموحين في الطبقة المتوسطة العليا على هيئة شخصيات. كانت شخصيات ووه صورة مقنعة لأناس حقيقيين كانوا مشهورين في إنجلترا خلال منتصف القرن العشرين. وكان ووه شديد الاعتقاد بأنه ينبغي أن يكون لدى الطبقات العليا حقوق ومزايا خاصة، غير أن رواياته توضح اعتقاده بأن سلوك الطبقات العليا كان أحيانًا عديم الرحمة وسطحيًا. وكانت أول رواية ساخرة كتبها ووه هي انهيار وسقوط (1928). أما رواياته النقدية الأخرى فتشمل: أجساد حقيرة (1930)، والأذى الأسود (1932) و حفنة تراب (1934).
اعتنق ووه المذهب الروماني الكاثوليكي. وتبين الروايات التي كتبها بعد اعتناقه اهتمامًا شديدًا بالمسائل الدينية. ورغم أن ووه استمر في كتابة هجاء هزلي مثل: مغرفة (1938) والمحبوب (1948) إلا أنه كتب أيضًا روايات فاحصة أكثر جدية. وأشهر هذه القصص زيارة أخرى لعقل عروس (1945)، وهي دراسة لأسرة كاثوليكية أرستقراطية.
كتب ووه أيضًا كتابات غير روائية، بما في ذلك الرحلات وترجمات لحياة الأشخاص ومقالات. وبعد وفاته نشرت مجموعة مختارة من كتاباته غير الروائية ومقالاته مثل مقالات وموضوعات ونظرات عامة لإيفلين ووه (1984). وفي كتابه عن سيرته الذاتية بعنوان قليل من التعلم (1964) وصف طفولته وشبابه. أما مذكرات ووه (1976) وخطاباته (1980)، فقد نشرت بعد وفاته. وهي مليئة بالقيل والقال والرأي الشخصي الذي يكون غالبًا ماكرًا ومتحيزًا. ولد إيفيلين آرثر سانت جون ووه في لندن.

## روائي وصحفي

### كاتب ومسافر
ذهب ووه، الذي مثَّل عدة صحف، إلى الإمبراطورية الإثيوبية (الحبشة) في 10 أكتوبر عام 1930 لتغطية تتويج هيلا سيلاسي. نقل ووه هذا الحدث على أنه «جهد دعائي متقن» لإقناع العالم بأن الحبشة أمة متحضرة أخفت حقيقة أن الإمبراطور قد وصل إلى السلطة من خلال وسائل وحشية. ذهب ووه بعد ذلك برحلة، عبر مستعمرات شرق أفريقيا البريطانية والكونغو البلجيكية، كانت أساسًا لكتابيه، كتاب الرحلات سكان المناطق النائية (1931) والرواية الكوميدية الأذى الأسود (1932). ذهب ووه برحلة أخرى ممددة في شتاء 1932-1933 إلى غيانا البريطانية (غيانا حاليًا) في أمريكا الجنوبية، التي رُبما استُغرقت في إلهائه عن عشق طويل غير متبادل لفتاة المجتمع تيريزا جونغمان. نظم ووه عند وصوله إلى جورج تاون رحلة نهرية عن طريق إطلاق زورق بخاري نحو الداخل. سافر عبر مراكز انطلاق مختلفة إلى بوا فيستا في البرازيل، وعاد أدراجه برًا برحلة وعرة إلى جورج تاون. تجسدت مغامراته ومواجهاته المختلفة في كتابين آخرين، كتاب الرحلات اثنان وتسعون يومًا ورواية حفنة تراب، ونُشرا في عام 1934.
واجه ووه بعد عودته من أمريكا الجنوبية اتهامات بالفحش وازدراء الدين من قبل مجلة ذي تابلت الكاثوليكية، التي اعترضت على مقاطع في رواية الأذى الأسود. دافع ووه عن نفسه في رسالة مفتوحة إلى رئيس أساقفة وستمنستر، الكاردينال فرانسيس بورن، التي لم تُنشَر حتى عام 1980. ذهب في رحلة استكشافية إلى جزيرة سبيتسبرغن في القطب الشمالي في صيف عام 1934، وهي تجربة لم يستمتع بها ولم يستفد منها أدبيًا بشكل ملحوظ. قرر ووه عند عودته كتابة سيرة ذاتية كاثوليكية رئيسية، فاختار لذلك الشهيد اليسوعي إدموند كامبيون.
أثار الكتاب الذي نُشر في عام 1935 جدلاً بسبب موقفه الصريح المؤيد للكاثوليكية المناهضة للبروتستانتية، ولكنه أدى إلى فوز ووه بجائزة هاوثورندن. عاد إلى الحبشة في أغسطس عام 1935 لنقل المراحل الافتتاحية للحرب الإيطالية الإثيوبية الثانية لصحيفة ديلي ميل. قال زميله وليام ديديس إنه اعتبر الحبشة «مكانًا وحشيًا عمل موسوليني بشكل جيد في ترويضه» بعد زيارته الأولى للحبشة. لم يشهد الكثير من المعارك، ولم يكن جادًا تمامًا في دوره كمراسل حربي.
أشار ديديس إلى غطرسة الكاتب الأكبر سنًا قائلًا: «لم يقترب أحد منا إلى مستوى الرفقة التي يجب أن يحافظ عليها خارج إطار العمل». وجد ديديس أن شجاعة ووه كانت «مطمئنة للغاية» في أثناء مواجهة الهجمات الجوية الإيطالية الوشيكة. كتب ووه تجاربه في الحبشة في كتاب بعنوان ووه في الحبشة (1936) الذي وصفته روز ماكولاي بأنه «سياق فاشي» بسبب لهجته الموالية لإيطاليا. تُعد رواية المغرفة (1938) من أشهر رواياته التي استند فيها البطل، وليام بوت، بشكل فضفاض إلى ديديس.
توسعت دائرة صداقات ووه وتضمنت ديانا وبريان غينيس (اللذان خُصِّصَت لهما رواية أجساد حقيرة)، والليدي ديانا كوبر وزوجها داف كوبر، ونانسي ميتفورد التي كانت في الأصل من أصدقاء إيفلين غاردنر، والأخوات لايغون. عرف ووه هيو باتريك لايغون في أكسفورد حين قُدِّم للفتيات ومنزلهما الريفي، بلاط مادرسفيلد، الذي أصبح أعز منزل على قلبه خلال سنوات تجواله. قدمه الأب دارسي إلى غابرييل هربرت، الابنة الكبرى للمستكشف الراحل أوبري هربرت، في رحلة بحرية في الجزر اليونانية في عام 1933. دُعي ووه للبقاء في فيلا عائلة هربرت في بورتوفينو عندما انتهت الرحلة حيث التقى شقيقة غابرييل -لورا البالغة من العمر 17 عامًا- لأول مرة.

## وصلات خارجية
- إيفلين ووه على موقع IMDb (الإنجليزية)
- إيفلين ووه على موقع الموسوعة البريطانية (الإنجليزية)
- إيفلين ووه على موقع مونزينجر (الألمانية)
- إيفلين ووه على موقع ميوزك برينز (الإنجليزية)
- إيفلين ووه على موقع أول موفي (الإنجليزية)
- إيفلين ووه على موقع قاعدة بيانات الأفلام السويدية (السويدية)
- إيفلين ووه على موقع إن إن دي بي (الإنجليزية)
- إيفلين ووه على موقع ديسكوغز (الإنجليزية)
- إيفلين ووه على موقع قاعدة بيانات الفيلم (الإنجليزية)

- إيفلين ووه  على قاعدة بيانات الخيال التأملي على الإنترنت